# Dwadzieścia lat życia
Dwadzieścia lat życia – nieukończona powieść napisana przez Zbigniewa Uniłowskiego, która została wydana po raz pierwszy w 1937 roku w Warszawie. Utwór zawiera elementy autobiograficzne.
Akcja powieści rozgrywa się w latach 1918–1920. Głównym bohaterem jest Kamil Kurant, mieszkaniec warszawskiego Powiśla, wychowany w lumpenproletariackim środowisku. Powieść ukazuje kształtowanie się osobowości Kuranta, także pod wpływem środowiska i uwarunkowań społecznych, w jakich dorasta bohater.
Na podstawie tej i innych książek Uniłowskiego powstał serial "Życie Kamila Kuranta".